# Mario Costa (politico)
Mario Costa (Napoli, 20 dicembre 1921 – Roma, 13 maggio 1997) è stato un politico italiano.

## Biografia
Medico ed esponente della Democrazia Cristiana, viene eletto al Senato nel 1972 per la VI legislatura al Senato, venendo confermato anche dopo le elezioni del 1976 e del 1979. Durante la VIII Legislatura è Sottosegretario di Stato al Ministero del lavoro e della previdenza sociale per i governi Spadolini I e II e nel successivo governo Fanfani V.
Non risulta inizialmente eletto dopo le elezioni del 1983, ma subentra al Senato il 29 aprile 1984 dopo la morte del collega Onio Della Porta.